# Jacques-Alexis Jacquemin

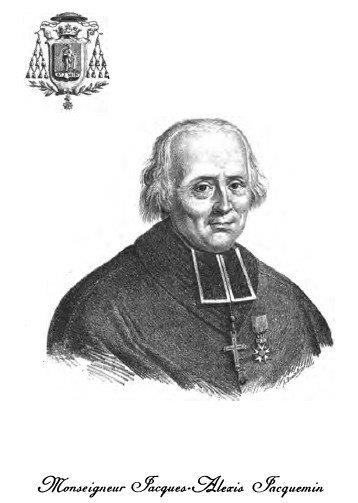

Jacques-Alexis Jacquemin (* 3. oder 4. August 1750 in Nancy; † 13. Juni 1832 ebenda) war ein französischer römisch-katholischer Geistlicher und Bischof von Saint-Dié.

## Leben
Jacquemin studierte in Paris. Er war zunächst Dozent für Philosophie am Priesterseminar Saint-Nicolas du Chardonnet, schloss dann sein Theologiestudium in Nancy ab und empfing am 23. Mai 1774 in Toul die Priesterweihe. Danach war er Pfarrer in Nancy und wurde 1778 zum Professor der Theologie am Priesterseminar von Nancy ernannt. Während der Französischen Revolution war er de facto Pro-Generalvikar von Anne-Louis-Henri de La Fare, dem exilierten Bischof von Nancy. Er blieb Bischof de La Fare zugeordnet, der sein Bistum erst 1814 übernahm, erkannte jedoch die Autorität von Antoine-Eustache d’Osmond, dem nach dem Konkordat von 1801 ernannten Bischof, nicht an. 1809 trat er als Professor für Philosophie in das Kaiserliche Kolleg von Nancy ein.
Durch eine Bulle von Papst Pius VII. vom 5. August 1817 wurde der Bischofssitz von Saint-Dié wiederhergestellt. Der genannte Inhaber, Augustin Louis de Mont Blanc, konnte aus politischen Gründen nicht in Besitz genommen werden. Eine zweite Bulle vom 6. Oktober 1822 bestätigte die vorige, und Félix Louis Paul Laurent de Moussac wurde zum Bischof von Nancy ernannt, lehnte jedoch ab. König Ludwig XVIII. entschied sich daraufhin für Antoine Lallart de Lebucquière, der ebenfalls das Angebot ausschlug.
So war es Jacques-Alexis Jacquemin, Theologieprofessor am Priesterseminar von Nancy, der 1823 Bischof von Saint-Dié wurde. Die Bischofsweihe spendete ihm am 18. Januar 1824 in Paris Hyacinthe-Louis de Quélen, Erzbischof von Paris; Mitkonsekratoren waren Jean-Claude Leblanc de Beaulieu, vormaliger Erzbischof von Arles, und Guillaume-Aubin de Villèle, Bischof von Soissons.
1824 erwarb er den Bischofspalast von den Benediktinern vom Heiligen Sakrament. Seine Tätigkeit war im Wesentlichen der Organisation von Seminaren gewidmet. So kaufte er das Anwesen von Richardville in Saint-Dié, um daraus ein Priesterseminar zu machen, und dann aus eigener Tasche zwei Klöster in Châtel-sur-Moselle, um dort ein Knabenseminar einzurichten.
Im Alter von 80 Jahren verzichtete er Anfang 1830 wegen Altersschwäche auf den Bischofssitz von Saint-Dié und zog sich nach Nancy zurück, wo er zwei Jahre später starb. Er wurde in Saint-Dié auf dem Friedhof von Richardville und 1852 dann in der Kapelle des Priesterseminars beigesetzt.